# صدا و سیمای همدان
صدا و سیمای همدان یکی از مراکز صدا و سیمای جمهوری اسلامی ایران است که در شهر همدان فعالیت می‌کند.

## رادیو همدان
تاریخچهٔ رادیو در همدان به سال ۱۳۲۹ خورشیدی برمی‌گردد. با وقوع کودتای آمریکایی ۲۸ مرداد ۱۳۳۲ و روی کارآمدن دولت فضل‌الله زاهدی، نظامیان رادیو همدان را به اشغال خود درآورده و به فعالیت آن خاتمه دادند تا آنکه در سال ۱۳۴۹ این رادیو فعالیت خود را از سر گرفت که تاکنون ادامه دارد.

## معاونت‌ها
در حال حاضر صدا و سیمای مرکز همدان دارای ۷ معاونت می‌باشد: معاونت سیما، معاونت صدا، معاونت خبر، معاونت فضای مجازی، معاونت فنی، معاونت برنامه‌ریزی و نظارت و معاونت اداری و مالی.

## موفقیت‌های مرکز
صداوسیمای مرکز همدان با بهره‌گیری از کارکنانی توانمند و متعهد، تقریباً در همهٔ رشته‌های مرتبط از جمله ساخت فیلم، کارگردانی، تصویر برداری، گویندگی، صدابرداری، گزارشگری و خبرنگاری و بسیاری از رشته‌ها در حوزه‌های صدا سیما، خبر و فنی رتبه‌های بالای سازمان را در سطح مراکز، به خودش اختصاص داده‌است.
صدا و سیمای مرکز همدان تنها در سال گذشته با همت بلند کارکنان خود ۵۲۰ دقیقه تله فیلم ساخته‌است. تله فیلم‌های «بن‌بست هوشنگ» به مدت ۹۰ دقیقه، «ملک پدری» ۹۰ دقیقه، «سورهٔ باران» ۹۰ دقیقه، «تنها دلخوشی من» ۹۰ دقیقه و دو سریال با عنوان‌های «خانوادهٔ قناعت» ۴۰۰ دقیقه و سریال طنز «بنگاه کار گشا به مدت» ۴۸۰ دقیقه عنوان‌های این آثار هنری ساخته شده هستند.

## فرکانس
شبکهٔ استانی سیمای مرکز همدان و رادیو همدان در:
ماهوارهٔ عربست (بدر ۵)
در قالب MPEG-2
Frequency 12265 SR. 27500 FEC 3/4 POL. H
در قالب MEPG-4
Frequency 12303 SR. 32000 FEC 5/6 POL. H
ماهوارهٔ اینتلست ۹۰۲
در قالب MEPG-4
Frequency 11016 SR. 3500 FEC 5/6
POL. V
رادیو همدان روی موج اف ام ردیف ۹۴ MHz و موج ای ام ردیف ۹۸۱ قابل دریافت است.